# Phaeodactylum tricornutum
Espèce
Phaeodactylum tricornutum est une diatomée pennale marine. C'est une microalgue unicellulaire, la seule espèce du genre Phaeodactylum, et l’une des espèces modèles largement utilisée pour l’étude et la caractérisation du métabolisme des diatomées. Bien qu’étant une espèce côtière on la retrouve dans de nombreux écosystèmes à travers le monde allant de la Finlande à l’équateur . Elle peut adopter différents morphotypes (fusiforme, ovale, triradiée). Grâce à la disponibilité de nombreuses ressources génomiques et génétiques, elle est la diatomée la plus utilisée pour les études moléculaires. Elle présente les réels avantages d'avoir un génome séquencé et de pouvoir être transformée par différentes méthodes: transformation biolistique, électroporation et conjugaison. Elle est la seule diatomée connue à ce jour capable de survivre et de se multiplier sans apport de silice et donc sans former de frustule[source insuffisante].

## Histoire
Phaeodactylum tricornutum a été décrite pour la première fois sous son morphotype triradié par Bohlin en 1897. Les premières cultures de P. tricornutum ont été documentées par Allen et Nelson en 1910, bien qu'elle ait été initialement mal identifiée comme Nitzschia colsterium, W. Sm., forma minutissima . Cet isolat a ensuite été correctement révisé en P. tricornutum par J.C. Lewin en 1958. Cette souche, ainsi que d'autres isolats ultérieurs, sont toujours conservés dans des collections de cultures à travers le monde.

## Écologie
Phaeodactylum tricornutum est une diatomée marine présente dans diverses régions côtières, où de nombreux écotypes ont été isolés, allant de l'équateur jusqu'à la mer du Nord . Ces isolats proviennent souvent de prélèvements effectués dans des zones côtières peu profondes ou dans des piscines rocheuses sur l’estran, où les variations des conditions environnementales influencent sa diversité morphologique et génétique. Malgré cette répartition géographique étendue et sa capacité à s’adapter à différents habitats, P. tricornutum reste relativement rare dans les analyses métagénomiques et métatranscriptomiques récentes, telles que celles menées par le projet Tara Oceans, ce qui suggère qu’elle pourrait être sous-représentée dans les communautés microbiennes planctoniques globales ou spécialisée dans des niches écologiques spécifiques.

## Génomique
Au niveau génomique, P. tricornutum a été la deuxième diatomée dont le génome complet a été séquencé. Ce génome présente une combinaison unique de caractéristiques d'organismes autotrophes et hétérotrophes, résultant l'histoire évolutive complexe des diatomées impliquant une endosymbiose secondaire. Son génome est relativement court ~27Mb et de nombreuses techniques de transformations sont aujourd'hui maitrisées pour cette espèce, en faisant un modèle important pour les études génétiques sur les diatomées.

## Biotechnologies
En biotechnologie, Phaeodactylum tricornutum est exploitée pour ses applications dans divers domaines. Elle produit des lipides, notamment des acides gras oméga-3 tels que l'acide eicosapentaénoïque (EPA), qui sont d'un grand intérêt pour l'industrie pharmaceutique et les compléments alimentaires. De plus, elle est étudiée pour sa capacité à produire des biocarburants et pour son potentiel dans la bioremédiation, en raison de sa capacité à absorber les nutriments et les métaux lourds dans les milieux aquatiques. Ses protéines et ses polysaccharides présentent également des applications potentielles en cosmétique.